# Pedro Eugenio Aramburu
Pedro Eugenio Aramburu (Río Cuarto, Córdoba, 21 de mayo de 1903-Timote, Buenos Aires; 1 de junio de 1970) fue un militar, político y dictador argentino, teniente general del Ejército y miembro del ala dura del antiperonismo, que ejerció como presidente de facto de Argentina entre 1955 y 1958 luego del golpe de Estado autodenominado Revolución Libertadora. Fue impulsor de la desperonización, la persecución de los peronistas y el secuestro del cadáver de Eva Perón.
En 1962 fundó Udelpa (Unión del Pueblo Argentino), partido que sostuvo su candidatura presidencial en las elecciones de 1963, en la que resultó ser el tercer candidato más votado. En 1970 fue víctima de secuestro y homicidio por parte del grupo guerrillero Montoneros, tras lo que la organización denominó un «juicio revolucionario».

## Primeros años
Nació en Río Cuarto, en la provincia de Córdoba, el 21 de mayo de 1903. Sus padres fueron Carlos Aramburu Muñoz y Leocadia Silveti. En 1933 se casó en Santiago del Estero con Sara Lucía Herrera Contreras (1910-1997), con la que tuvo dos hijos: Sara Elena Aramburu y Eugenio Aramburu. Fue tio-abuelo paterno de la conductora de television y contadora Yanina Latorre.

### Carrera militar
Comenzó sus estudios en el Colegio Militar de la Nación, alcanzando sucesivamente los grados de subteniente (1922), y mayor (193fgtft78ft67i+
```
agregado militar en Brasil, entre 1950 y 1951.
[
7
]
 Tras un largo paso por el ejército a principios de la década del 50 Pedro Eugenio Aramburu veía que el final dentro del ejército no estaba lejos. Con el grado de coronel, pero con un bajo rendimiento en las Fuerzas Armadas, pasaría a retiro porque no alcanzaba el puntaje para ascender a general. Por esta razón, solicitó la mediación de su amigo Juan José Valle, a quien había conocido en el Liceo Militar, para que intercediera ante el general Juan Domingo Perón y evitar que lo echaran del ejército. Pese a que Perón logró salvarlo del retiro, Aramburu conspiraba junto a otros militares como Arturo Osorio Arana, Alejandro Agustín Lanusse y Benjamín Menéndez para derrocar al gobierno constitucional.
[
7
]
[
8
]
[
7
]
```

En agosto de 1955, tras ser nombrado director de la Escuela Nacional de Guerra.
El 20 de octubre de 1955 Lonardi lo nombra mediante decreto jefe del Estado Mayor General del Ejército junto a Julio Alberto Lagos).
Tras el golpe de palacio y la remoción de Eduardo Lonardi, el 13 de noviembre de 1955. Pasó a situación de retiro efectivo junto a Isaac Rojas y al comandante en jefe del Ejército, Arturo Ossorio Arana. El presidente Frondizi, entre sus primeras medidas  ascendió a Ossorio Arana a teniente general.
Idéntica medida adoptó Frondizi para promover a Isaac Rojas al grado de «almirante» y a Pedro Aramburu a «teniente general» el 12 de junio de 1958.

## Actuación política

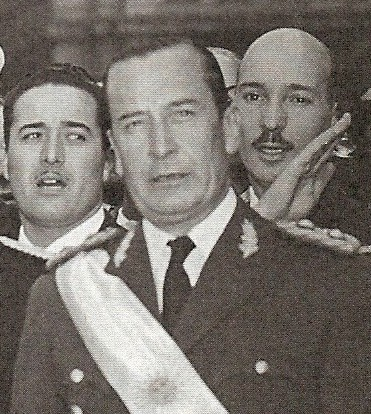
Pedro Eugenio Aramburu en 1956.

Fue uno de los propulsores de la autodenominada Revolución Libertadora, que derrocó al gobierno constitucional de Juan Domingo Perón el 16 de septiembre de 1955, y que designó como presidente de facto a Eduardo Lonardi.
Sin embargo, tras el derrocamiento de Perón en 1955, la política de Eduardo Lonardi no fue lo suficientemente «dura» contra el peronismo. Esto provocó que el 13 de noviembre de 1955 las fuerzas armadas dieran otro golpe de Estado comandado por Aramburu. El nuevo gobierno mantuvo como cuerpo asesor a la Junta Consultiva. Uno de los principales objetivos de la Revolución Libertadora fue la «desperonización del país», por lo que se investigó y en algunos casos se procesó a los funcionarios del gobierno derrocado, se intervino la Confederación General del Trabajo de la República Argentina, se destruyeron todos los símbolos del peronismo, se llegó a prohibir la sola mención del nombre de Perón, quien pasó a ser llamado en los medios como el «ex-presidente», el «tirano prófugo» o bien «el dictador depuesto». El peronismo contestó con una serie de huelgas y sabotajes, iniciando lo que dio en llamarse la Resistencia Peronista.

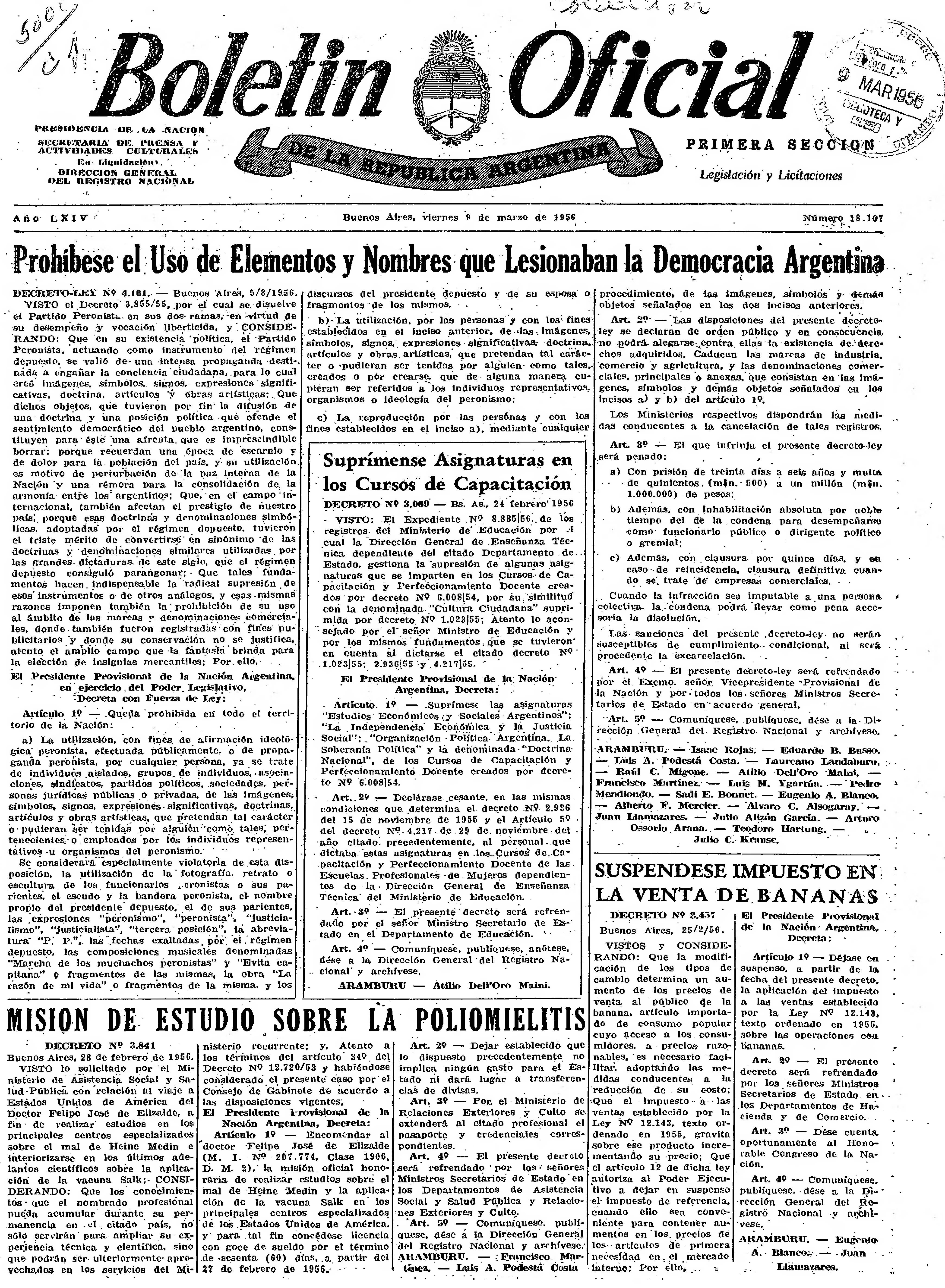
El Decreto de prohibición de propaganda peronista fue publicado en el Boletín Oficial del 9 de marzo de 1956.

También se dejaron sin efecto los nombres alusivos al movimiento peronista tales como Eva Perón, Juan Domingo Perón, 26 de julio, 8 de octubre, 7 de mayo y 17 de octubre entre otros, que designaban a calles, plazas, estaciones de subterráneo y de ferrocarril (la estación Presidente Perón retomó su nombre de Retiro), municipios, escuelas, hospitales y otros establecimientos públicos. También se cambió el nombre de las provincias Eva Perón (que retomó el nombre de La Pampa) y Presidente Perón (que volvió a denominarse Chaco) y de la ciudad Eva Perón, que retornó al nombre de La Plata. Los medios de comunicación fueron controlados y se prohibió cualquier tipo de propaganda favorable a Perón o al peronismo. Bajo penas de clausura del medio, se obligó a llamar a Juan Domingo Perón como «tiráno prófugo» o «dictador depuesto».
Gracias a los cambios ministeriales dispuestos por Aramburu, el Ministerio de Comunicaciones pasó a intervenir y ocupar un lugar central en la política educativa primaria haciendo foco en las tareas de desperonización, llegando a disponer desde los cambios y censuras de textos en las curriculas escolares, hasta la organización y el control de los aparatos del gobierno educativo encargados de aplicar la legislación. Todo con el fin de borrar las ideas peronistas y a desacreditar la figura de Perón y de diversos funcionarios pertenecientes a todos los niveles estatales.
Se combinó un gran despliegue de su aparato de propaganda: la autodenominada Marcha de La Libertad, marcha militar símbolo del golpe de Estado de 1955, fue impuesta obligatoriamente dentro de las escuelas y al inicio de los informativos en todo el territorio nacional.
Se castigó a deportistas que hubieran desarrollado gracias a las políticas de Estado peronistas con la exclusión social. Tal situación afectó a un centenar de los principales atletas argentinos, como el remero olímpico Eduardo Guerrero (1928-2015), todos los campeones mundiales de básquet de 1950, el campeón sudamericano de bochas Roque Juárez, el maratonista Delfo Cabrera y los corredores Walter Lemos y Osvaldo Suárez, que por consecuencia de la suspensión no pudieron competir en la Maratón de Melbourne 1956.
La tenista María Luisa Beatriz Terán (1918-1984) estaba jugando las finales del Campeonato Abierto de Alemania Occidental. EL interventor civil de la Asociación Argentina de Tenis envió un telegrama a la FIT (Federación Internacional de Tenis) solicitando la exclusión de Terán en todo torneo. La FIT rechazó la referida petición por improcedente, considerando que existía persecución política y por atentar contra el espíritu del deporte. Terán se vio obligada a huir a España y abandonar la actividad deportiva; se suicidó a los 66 años.En 1956 durante el gobierno de Aramburu se intentó liquidar y privatizar varias empresas estatales entre ellas Somisa y Flota Argentina de Navegación de Ultramar (FANU). Ante la resistencia obrera se hizo presente el ejército ocupando los lugares de trabajo e intimando a los obreros la empresa procedió a suspender a 3200 trabajadores, la empresa es puesta bajo ley marcial y los obreros puestos bajo jurisdicción militar, y colocando al marino Alberto Patrón Laplacette, que había participado activamente en el bombardeo a Dock Sud en el golpe de 1955 como interventor, los trabajadores detenidos por los paros fueron trasladados a la cárcel de Caseros y otros al penal de Ushuaia, denunciando abusos físicos y torturas.
En el área cultural se creó el Fondo Nacional de las Artes, 
El ministro de Comunicaciones de la dictadura, Luis María Ygartúa, hizo intervenir los más importantes periódicos para «reorientar» su mensaje, colocando en ellos a civiles favorables a la dictadura.
Carlos Alberto Erro fue designado interventor de ALEA y ATLAS,
Ernesto Sábato como director de Mundo Argentino, a
Vicente Barbieri como director de El Hogar y Crítica, a
José Barreiro como director de El Mundo, a
Walter Costanza como director de La Época, y a
Ricardo Mosquera como director de Democracia.

### El asesinato de Satanowsky
El 13 de junio de 1957 apareció muerto en su estudio de la calle San Martín 536, el doctor Marcos Satanowsky. El asesinato fue cometido por un grupo de tareas dirigido por el general Quaranta, que había participado por órdenes directas de Aramburu en los fusilamientos de José León Suárez y del asalto a la embajada de Haití. El crimen estaba vinculado con la tenencia de las acciones del diario La Razón, que estaba intervenido por la «Libertadora». Peralta Ramos había recibido presiones y extorsiones para que entregara el diario a la dictadura de Aramburu.
Según el escritor Rodolfo Walsh, el caso Satanowsky reveló la profunda corrupción de un régimen que intentaba resolver mediante un grupo parapolicial ―armado por la SIDE― la propiedad del diario La Razón.

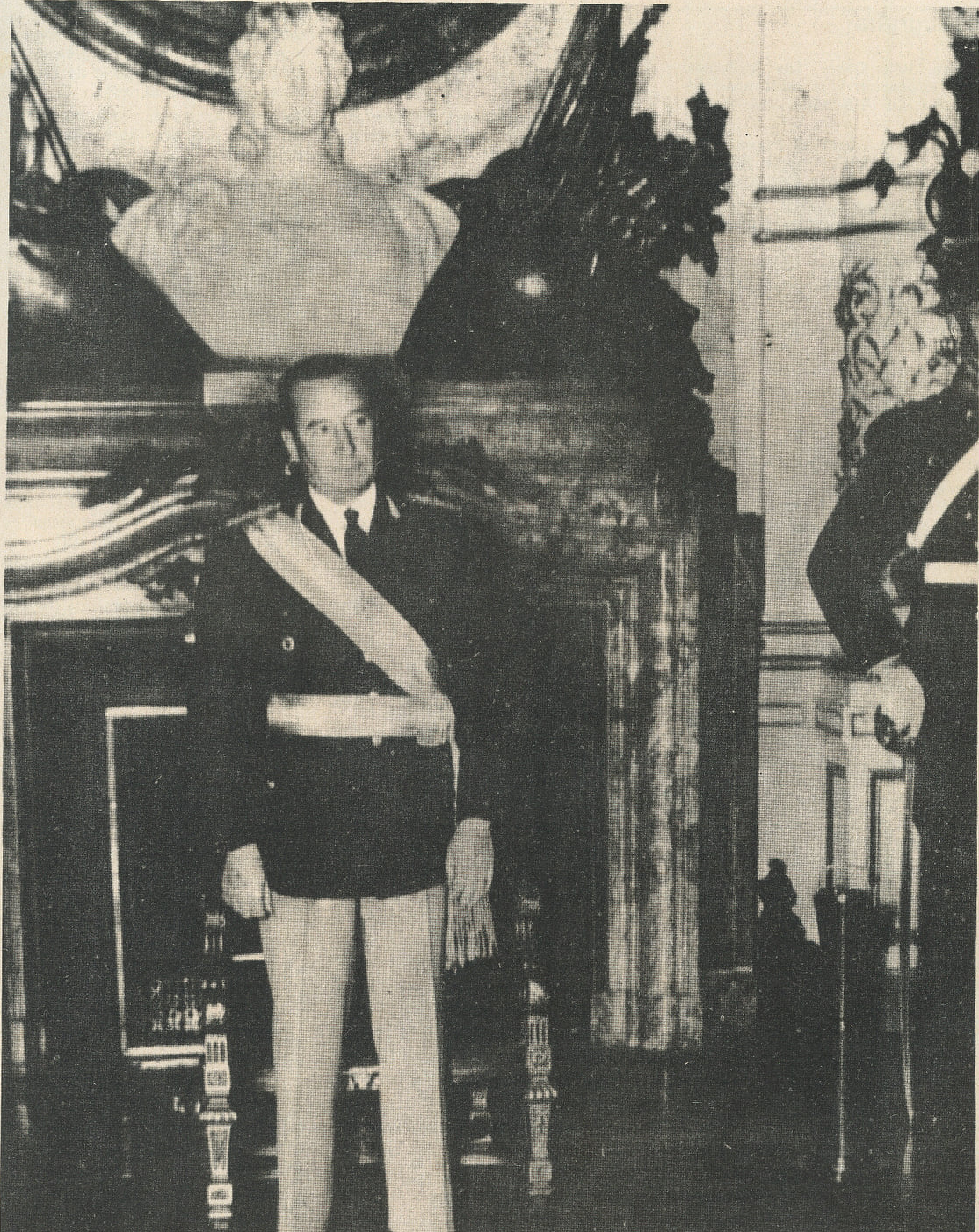
Aramburu con la banda presidencial en el salón blanco de la casa de gobierno.

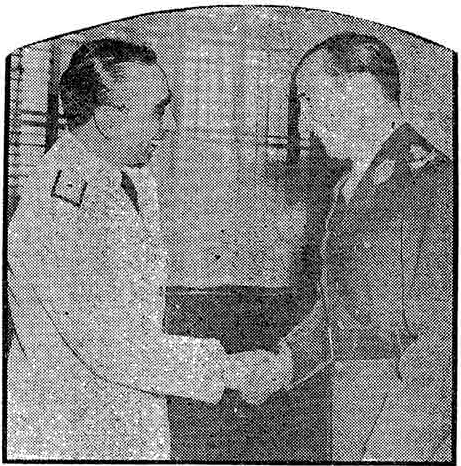
Isaac Rojas, que conservo su puesto de vicepresidente (de facto) tras la caída de Eduardo Lonardi, saluda al nuevo presidente también de facto, Pedro Eugenio Aramburu. Diario Clarín, 14 de noviembre de 1955.

En 1957 estuvo involucrado en los hechos que condujeron al incidente del Islote Snipe en el Canal Beagle y que tensaron las relaciones entre Chile y Argentina. El 7 de mayo la baliza fue ametrallada y los marinos argentinos del patrullero ARA Guaraní la desarmaron y arrojaron los restos al mar. Los marinos argentinos desembarcaron y construyeron otra baliza con una torre metálica tipo mecano de unos 5 metros de altura en la parte más alta del islote. El 8 de mayo el islote fue sobrevolado por un avión de la Fuerza Aérea de Chile estallando el incidente diplomático que causó movilización de tropas por parte de Chile. Tras la intervención de Paraguay se logró abortar la escalada militar.

### La deuda externa
En materia económica, la dictadura de Aramburu adquirió un nuevo préstamo externo para financiar importaciones desde Europa.[cita requerida] Así se contrata con varios bancos europeos un crédito de 700 millones de dólares, que se suponía podría ser amortizado en el transcurso de un año. Durante su régimen reapareció el efecto inflacionario, que había logrado previamente picos de 31% en 1949, de 36,7% en 1951 y 38,8% al siguiente año.
En 1956 resulta evidente que era imposible para el gobierno militar cancelar el préstamo. Ante esa situación, el ministro de Finanzas francés invitó a los 11 países acreedores de la Argentina a reunirse en París.
De esta reunión surgió el Club de París. Al finalizar la dictadura militar Argentina se encontraba en suspensión de pagos (default), y la deuda externa había crecido. Mientras que a fines de la Segunda Guerra Mundial, las reservas de oro y divisas acumuladas en el Banco Central superaban en 1300 millones de dólares a la deuda externa, a fines de abril de 1958 era la deuda externa la que superaba en 1100 millones de dólares a las reservas de oro y divisas.
Esta rotación de la política exterior independiente a una totalmente alineada con Estados Unidos se conjuga con la incorporación de la Argentina al FMI, decidida por el régimen de Aramburu, en 1956, al mismo tiempo que se desnacionalizan los depósitos bancarios, y se anula la reforma constitucional de 1949, dejando sin efecto el artículo 40, protector de los recursos naturales.

### Insurrección peronista
En la noche del 9 de junio de 1956 comenzó una insurrección cívico-militar comandada por el general Juan José Valle. El movimiento actuó en varias partes del país, pero fue rápidamente desbaratado y durante los enfrentamientos los sublevados mataron a tres personas (Blas Closs, Rafael Fernández y Bernardino Rodríguez) y tuvieron a su vez dos muertos (Carlos Yrigoyen y Rolando Zanera) sin contar los que fueron luego fusilados.
Sobre el propósito de los rebeldes dice Page:

El manifiesto que delineaba los objetivos del movimiento:; llamaba a elecciones a la brevedad posible y exigía la preservación del patrimonio nacional pero no decía nada respecto a Perón. Aunque un grupo de peronistas, individualmente, se unieron a la conspiración y las bases del partido la consideraban como un intento de entronizar nuevamente al presidente depuesto, la resistencia peronista se mantuvo a la distancia.
Joseph Page: Perón

Por orden del gobierno militar fueron fusilados Valle y otros 17 militares, así como unos 15 civiles en lo que el escritor Rodolfo Walsh llamó más tarde la Operación Masacre. Perón no respaldó la sublevación y así cuenta Miguel Bonasso:

En carta a John William Cooke, Perón atribuyó a «la falta de prudencia que caracteriza a los militares». Después, los acusó de haberlo traicionado y conjeturó que ―de no haberse ido del país― lo habrían asesinado «para hacer méritos con los vencedores».
Miguel Bonasso

Por su parte el historiador Joseph A. Page dice sobre el episodio:

En una carta que Perón envió a Cooke el mismo día del levantamiento de Valle, no había la más mínima traza de compasión por los militares rebeldes. El conductor criticaba su apresuramiento y falta de prudencia y aseguraba que sólo su ira por haber debido sufrir el retiro involuntario los había motivado a actuar.

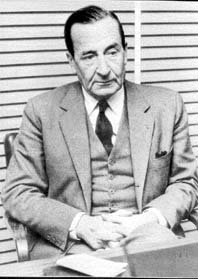
Aramburu en 1963.

La dictadura militar de Aramburu disolvió el IAPI pero mantuvo algunas medidas proteccionistas que venían de décadas anteriores. Así la Junta Nacional de Granos y la Junta Nacional de Carnes controlaron la exportación de estos productos. Entre otras instituciones se crearon:
el CONICET (Consejo Nacional de Investigaciones Científicas y Técnicas),
el Instituto Nacional de Tecnología Agropecuaria,
el Instituto Nacional de Tecnología Industrial y
YCF (Yacimientos Carboníferos Fiscales) ―para la explotación de carbón en Río Turbio―.
En 1957 se convocaron elecciones para una Asamblea Constituyente, en un marco de proscripción del peronismo. Estas elecciones provocaron la división de la Unión Cívica Radical al consolidarse un sector acuerdista con el peronismo, liderado por Arturo Frondizi. Al retirarse los constituyentes de Frondizi, la Asamblea Constituyente se limitó a recuperar el texto de 1853 y aprobar un amplio conjunto de derechos sociales que se incluyeron como artículo 14 bis.
Finalmente, Aramburu convocó a elecciones en las cuales no podía presentarse el Partido Peronista ―que continuaba proscrito―, si bien lo hacían algunos nuevos partidos ―llamados neoperonistas― integrados por políticos peronistas. Perón optó por pactar su apoyo con Arturo Frondizi, quien ganó el 23 de febrero de 1958 y asumió el poder el 1 de mayo del mismo año, pese a las presiones de algunos sectores militares que se oponían, y Aramburu solicitó de inmediato su retiro del ejército.

## Gabinete

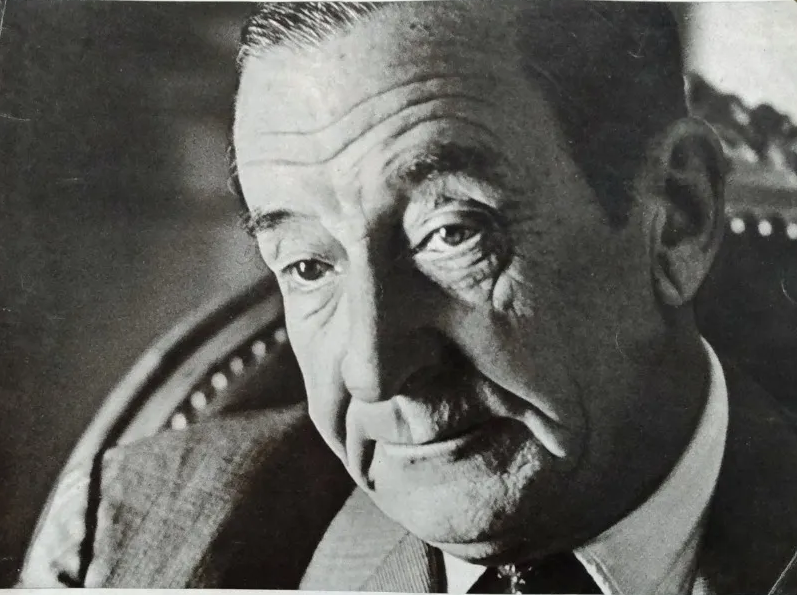
Aramburu en 1970. Revista Panorama.

## Vida posterior
En las elecciones de 1963, con el peronismo aún proscripto, se presentó como candidato a presidente por la Unión del Pueblo Argentino (UDELPA), obteniendo el tercer lugar en número de sufragios. El colegio electoral nombró luego como presidente a Arturo Umberto Illia que en las elecciones había obtenido el primer lugar con el 25 por ciento de los votos totales y el 31,90 % de los votos positivos.
Aramburu comenzó el año 1970 de reunión en reunión con influyentes sectores empresariales, trabajaba sin descanso para desgastar políticamente a Onganía. Se había impuesto una fecha tentativa para dar el golpe definitivo contra el dictador al que llamaban "La Morsa". Sería el 10 de junio de 1970.
Un emisario suyo, el coronel Carlos Salazar, se reunió con el jefe del Ejército, Alejandro Agustín Lanusse, para prevenirlo sobre "los peligros que enfrentaba la República y la necesidad imperiosa de derribar al presidente".

## Asesinato

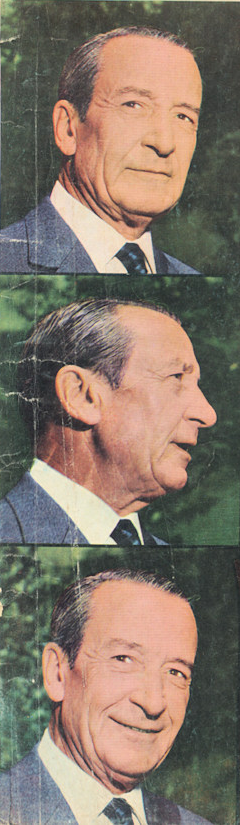
Secuencia de fotos de Pedro Eugenio Aramburu para la revista "Extra", agosto de 1970.

### Opiniones sobre las razones de su asesinato
Años más tarde, Lanusse dijo que la verdadera razón de la muerte de Aramburu fue la búsqueda de una salida al gobierno de Onganía. “Él era el hombre que en esas circunstancias teníamos los argentinos en ese entonces. (...) Aramburu, con las diferencias lógicas, era un Charles De Gaulle, era un hombre de reserva. Yo no creo que lo hayan eliminado como venganza por los fusilamientos del 56, yo creo que lo eliminaron porque era una solución posible”.
Según el historiador Carlos Altamirano:

"A comienzos de 1970 era un secreto a voces que Aramburu estaba a la búsqueda de un acuerdo con Perón para una salida electoral y, por supuesto, los Montoneros no lo ignoraban. "Actualmente Aramburu significa una carta del régimen", consignaba el primer comunicado de la agrupación armada, que denunciaba el propósito de engañar al pueblo en una falsa democracia. (...) Anular esa "carta del régimen" significaba anular la posibilidad de que el peronismo fuera desviado de su destino revolucionario"

Montoneros consideraba que Aramburu estaba trabajando en una salida institucional contra la decisión de Onganía de perpetuarse en el poder y que su plan implicaba integrar al sector menos combativo del peronismo en tanto ellos consideraban que “debía evitarse a toda costa la integración pacífica del peronismo a los designios de las clases dominantes, y que, por el contrario, la dicotomía peronismo-antiperonismo debía exacerbarse al máximo”.

### Versiones sobre su muerte

#### Versión del secuestro por Montoneros

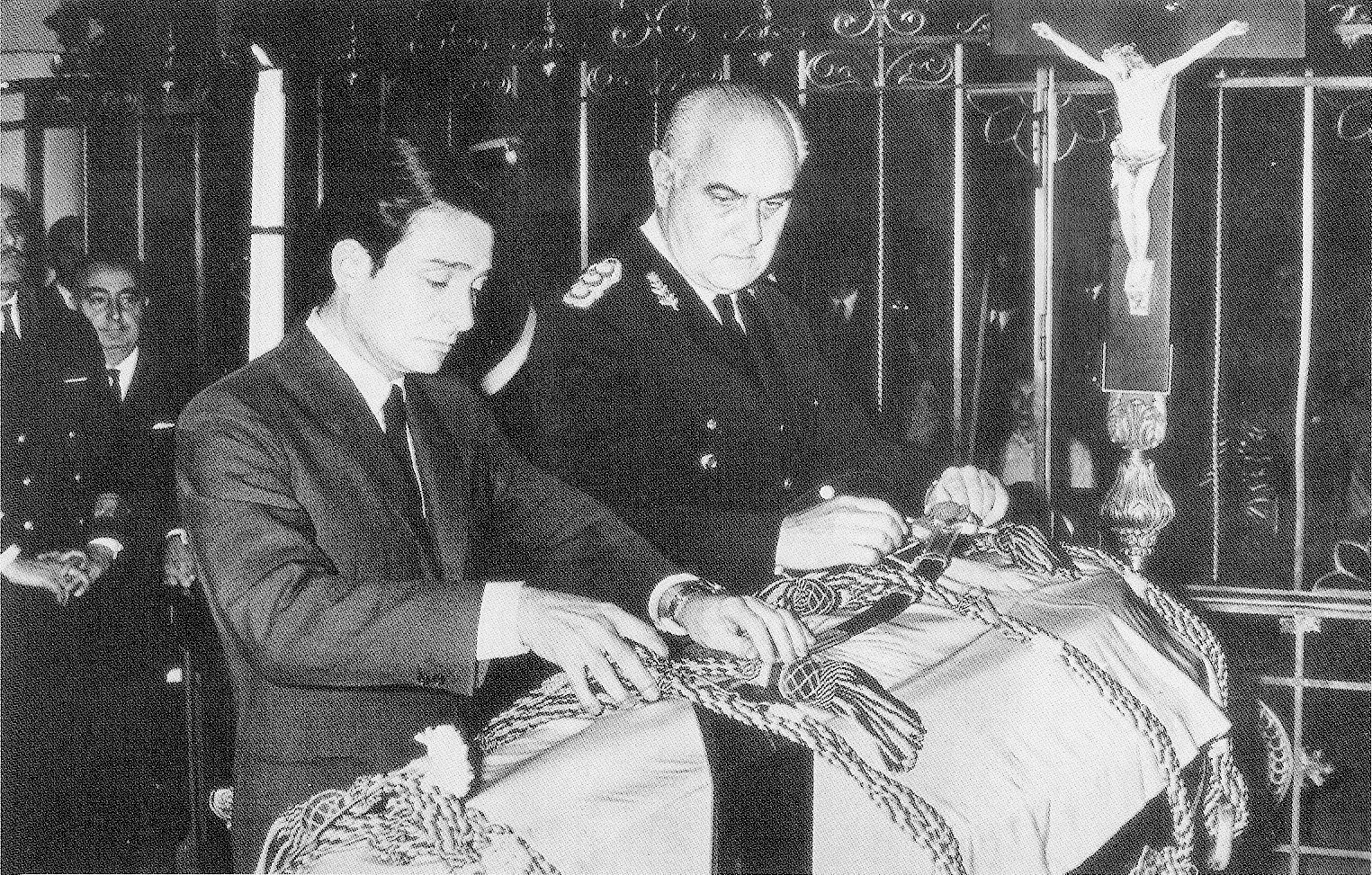
El futuro presidente de facto Alejandro Agustín Lanusse despide junto al hijo de Aramburu los restos del teniente general asesinado.

Existen varias versiones sobre su muerte, una de ellas según un reportaje el 3 de septiembre de 1974 de la revista La Causa Peronista, en el que Mario Firmenich y Norma Arrostito relatan que Aramburu fue secuestrado el 29 de mayo de 1970 y que culminó con la ejecución hecha por Fernando Abal Medina de un tiro de pistola en el sótano de la estancia La Celma en la localidad de Timote (partido de Carlos Tejedor, interior de la Provincia de Buenos Aires).
Esta fue la primera acción pública del grupo guerrillero Montoneros. Allí fue acusado en lo que la organización denominaba «juicio revolucionario» - que carecía de sustento jurídico en la ley argentina - por su accionar durante el Golpe de Estado de 1955, los fusilamientos de José León Suárez de 1956 y la desaparición del cadáver embalsamado de Eva Perón, condenándolo a muerte. Sobre esa acción dijo Mario Firmenich: 

"El ajusticiamiento de Aramburu era un viejo sueño nuestro… La ejecución de Aramburu debía significar precisamente la aparición pública de la organización."

#### Versión del secuestro por células del Ejército
Otra versión indica que durante el gobierno de facto de Juan Carlos Onganía se tramaba un golpe para sustituirlo. En él complotaban el general Agustín Lanusse, el general Aramburu como futura cabeza y el radical Arturo Frondizi como partícipe civil. Ante este peligro, la Inteligencia Militar del gobierno de Onganía, buscando confirmar el rumor que había corrido, y tal vez amedrentar a Aramburu, acciona un grupo de jóvenes que le era próximo –Firmenich, Arrostito, Abal Medina, Ramus, entre otros–, para que lo secuestren y se lo entreguen para interrogarlo. Un comando lo interrogó sobre la conspiración y, como el expresidente se descompuso, lo llevaron al Hospital Militar para reanimarlo; pero sin éxito.
El periodista de Clarín Alberto Amato afirmó que el general Bernardino Labayru, uno de los incondicionales de Aramburu, le había sugerido en una entrevista que Aramburu fue víctima de un secuestro por parte de un grupo de las Fuerzas Armadas y que murió en el Hospital Militar.
En su biografía Aramburu, Rosendo Fraga y Rodolfo Pandolfi citan a un exministro de Aramburu, Carlos Alconada, que responsabiliza por el crimen al ministro del Interior de Onganía, Francisco Imaz.
En el libro Z Argentina. El crimen del siglo, Próspero Germán Fernández Alvariño dice que el secuestro de Aramburu fue cometido por fuerzas paramilitares a las órdenes de Onganía, vía su Ministro del Interior, el general Imaz, que a su vez controlaba la Policía Federal, principal protagonista del operativo. Afirma que según sus investigaciones Aramburu fue asesinado en el mismo Hospital Militar Central de Buenos Aires, y que su cuerpo fue entregado a Horacio Wenceslao Orué, vinculado a los Servicios de Inteligencia del Estado.
Para sostener esta elucubración, se afirma que en los libros de visitas del Ministerio del Interior de la época, que presidía el general Francisco Imaz, hay varios asientos que manifiestan la concurrencia de Mario Firmenich a la Casa Rosada, no obstante dichos asientos no están documentados. Y según relata Juan Bautista Yofre: "Firmenich me dijo que lo referido al Ministro Imaz siempre fue un recurso utilizado para sus internas. Nunca hubo contactos, son mitos insostenibles a esta altura de la historia.”

### Conmoción pública
El asesinato del general Aramburu causó gran conmoción en la opinión pública de Argentina, la que fue aún mayor entre sus partidarios, y diversos periodistas y escritores emitieron también sus opiniones: "Aun cuando Aramburu hubiese sido responsable de numerosos crímenes, su muerte lo único que hace es añadir otro asesinato a la lista. No resuelve, ni anula, ni compensa nada. Es otro crimen."
El hecho marcó el inicio de las actividades guerrilleras de la organización Montoneros, (Firmenich aseguró: "El ajusticiamiento de Aramburu era un viejo sueño nuestro… La ejecución de Aramburu debía significar precisamente la aparición pública de la organización”), acciones que se extendieron hasta finales de la década de 1970, cuando fueron finalmente exterminados por la dictadura militar que derrocó al gobierno constitucional de María Estela Martínez de Perón. La justicia argentina condenó a varios de los autores por el delito de homicidio, pero las penas no llegaron a cumplirse pues fueron aministiados al llegar Héctor José Cámpora a la presidencia. Rosendo Fraga y Rodolfo Pandolfi, en su libro sobre Aramburu, sostienen que mientras era ministro del Interior, Arturo Mor Roig dijo a la señora de Aramburu que no se podía avanzar en la investigación del asesinato porque se salpicaba al Ejército.
El «Tribunal Revolucionario» montonero lo encontró culpable de ser «una carta del régimen que pretende reponerlo en el poder para tratar de burlar una vez más al pueblo con una falsa democracia y legalizar la entrega de nuestra patria» y de «haber sido vehículo de la revancha de la oligarquía contra lo que significaba el cambio del orden social hacia un sentido de estricta justicia cristiana».
En el comunicado de la organización Montoneros del 31 de mayo de 1970 se afirmaba:

En el día de la fecha, domingo 31 de mayo de 1970, la conducción de nuestra organización, constituida en Tribunal Revolucionario, luego de interrogar detenidamente a Pedro Eugenio Aramburu resuelve:
- 1.º. Condenar a Pedro Eugenio Aramburu a ser pasado por las armas en lugar y fecha a determinar.
- 2.º. Hacer conocer oportunamente la documentación que fundamenta la resolución de este Tribunal.
- 3.º. Dar cristiana sepultura a los restos del acusado, que solo serán restituidos a sus familiares cuando al Pueblo Argentino le sean devueltos los restos de su querida compañera Evita.

¡PERÓN O MUERTE! 
 ¡VIVA LA PATRIA! 
 M O N T O N E R O S

## Robo de su cadáver

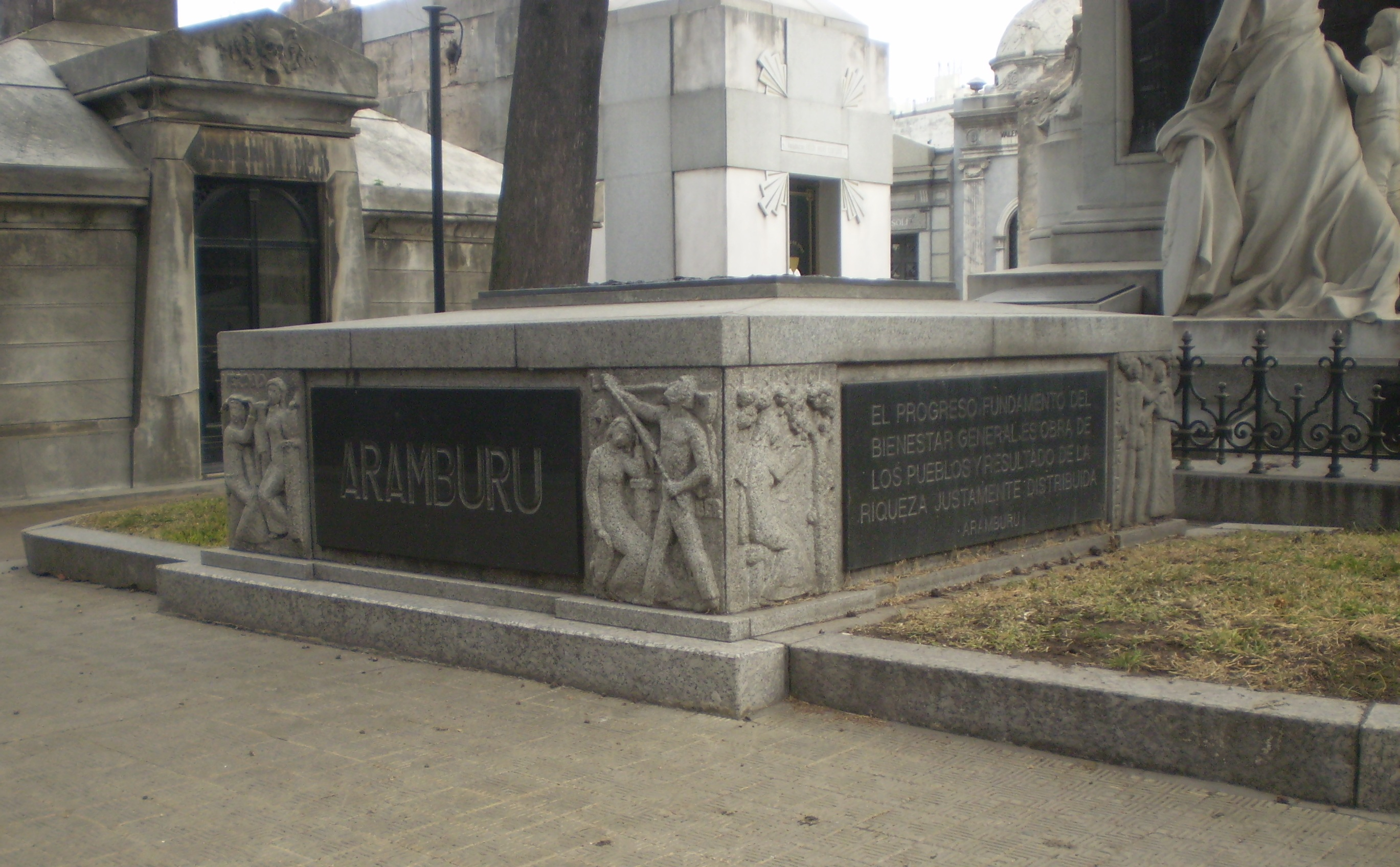
Bóveda de Aramburu en el Cementerio de la Recoleta.

En 1974, el cuerpo de Aramburu fue robado por el movimiento guerrillero "Montoneros", con el fin de presionar al gobierno constitucional de Perón a traer el cadáver de Evita, que se encontraba en la quinta "17 de octubre", propiedad de Perón en España. El secuestro de su cadáver por los guerrilleros causó conmoción en la sociedad argentina.
Sus restos se encuentran en el Cementerio de la Recoleta, en la bóveda que el arquitecto Alejandro Bustillo diseñó en 1972. A un costado de su sepulcro se lee la siguiente frase dicha por Aramburu: "El progreso, fundamento del bienestar general, es obra de los pueblos y resultado de la riqueza justamente distribuida".

## Homenajes y controversias
Existen calles y avenidas que llevan su nombre en Oberá, y Copetonas. Hay diferentes proyectos de ley para quitar su nombre a un barrio de la ciudad de San Juan, a una calle de la ciudad de San Isidro (en el Gran Buenos Aires), y a una escuela ubicada en la localidad santafesina de Vera.
En la Ciudad de Corrientes, en una de las plazoletas ubicadas en la explanada del Puente General Belgrano, se hallaba emplazado un busto que homenajeaba la memoria del General Aramburu, el cual finalmente fue removido tras una Ordenanza Municipal y reemplazado por uno de Néstor Kirchner. Una acción similar tuvo lugar en la ciudad de Goya en la misma provincia, donde una calle que llevaba el nombre de Pedro Eugenio Aramburu también mudó su denominación por la del expresidente Kirchner.
En la década de 1960, el Ejército Argentino bautizó a la Escuela de Infantería con el nombre «Teniente General Pedro Eugenio Aramburu» y a la Escuela de Artillería con el nombre «Teniente General Eduardo A. Lonardi» (derrocado por Aramburu). En 2007, la fuerza puso a la Escuela de Ingenieros el nombre «Teniente General Juan José Valle» (quien fue hecho fusilar junto a otros militares y civiles por Aramburu y Rojas).